# Oricola
Oricola est une commune de la province de L'Aquila dans les Abruzzes en Italie.

## Géographie
Oricola est situé à l'extrêmité nord-ouest du massif des Monts Simbruins.

## Administration
| Période                                  | Période  | Identité         | Étiquette | Qualité |
| ---------------------------------------- | -------- | ---------------- | --------- | ------- |
| 14 juin 2004                             | En cours | Massimo Laurenti |           |         |
| Les données manquantes sont à compléter. |          |                  |           |         |

### Hameaux
Civita

### Communes limitrophes
Arsoli (RM), Carsoli, Pereto, Riofreddo (RM), Rocca di Botte, Vallinfreda (RM), Vivaro Romano (RM)